# Salvador Ferrando López
Salvador Ferrando López (1835–1908) fue un pintor mexicano originario de Tlacotalpan, Veracruz especializado en retratos y paisajes, principalmente de la Cuenca del Papaloapan y la región de Tlacotalpan. 

## Estudios
Su talento despertó pronto el interés de su párroco local don José Sánchez en su pueblo natal, quien realizó gestiones para enviarlo a estudiar a Italia a los 18 años en donde permaneció durante 24 años y donde se casó viajando por la Europa de ese entonces. A raíz de la guerra Franco-prusiana en 1872, quedó viudo y con tres hijas por lo que decidió volver a México. En la Ciudad de México instaló un taller de retratos asociándose con otro pintor.

## Regreso a Veracruz
Tras un breve tiempo en la capital, decidió volver a Tlacotalpan que en esos entonces disfrutaba de un auge económico. Hizo amistad con el General Juan de la Luz Enríquez quien llegaría a ser tiempo después Gobernador de Veracruz y con don Miguel Z. Cházaro, fundador del colegio preparatorio de Tlacotalpan, ambos personajes, serían sus mecenas durante los siguientes años. En esta etapa de vuelta a su tierra pintó innumerables retratos de las personas de su entorno de todas las clases sociales y paisajes. A la vez dio clases en el Colegio de Tlacotalpan. Llegó a casarse por segunda vez en esta ciudad. 

## Últimos años
Se estableció en el puerto de Veracruz donde reinstaló su taller y pasaría sus últimos años pintando y dando clases. Murió en esta ciudad el 31 de julio de 1908.

## Honores
En Tlacotalpan Veracruz, existe un museo regional que lleva su nombre donde se encuentran parte de sus obras. También en el Museo de arte del estado de Veracruz en la ciudad de Orizaba, se exhiben parte de sus obras. Existen obras de él por todo el país.